# 9-й полк Малопольських уланів

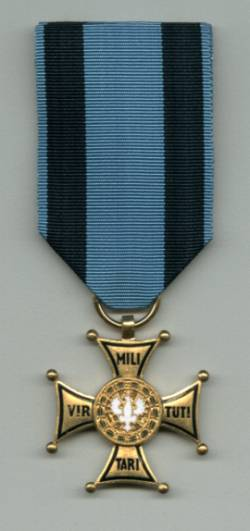
Срібний хрест ордену Virtuti Militari

9-й полк Малопольських уланів (пол. 9 Pułk Ułanów Małopolskich- 9 p.uł.) — підрозділ кавалерії Війська Польського Другої Речі Посполитої і Польських Військових Сил на Заході. 1918—1920 роках полк воював проти українських та більшовицьких військ, 1939 року у вересневій кампанії, за яку отримав Срібний хрест військового ордену Virtuti Militari, 1940 р. у французькій кампанії, як 3-тя розвідувальна частина 3-ї дивізії піхоти.
З 1944 р. підрозділ був розвідувальним полком Дивізії панцерних гренадерів, а потім 4-ї дивізії піхоти. 1947 року розформований. Три керівники полку отримали генеральські звання. Тадеуш Бур-Коморовський — керівник Армії Крайової, Клеменс Рудницький — Генеральний інспектор Збройних сил, Стефан Яцек Дембінський — міністр оборони Польщі (польського уряду в еміграції). 

Гарнізон полку розміщувався в місті Теребовлі (Тернопільське воєводство), а запасний ескадрон — Станіславові. З 1924 до 1929 р. керівництво полку і два ескадрони базувалися у Чорткові. Причина цієї передислокації — до Чорткова перевели бригаду Корпусу охорони кордонів

## Історія

### Формування
У листопаді 1918 року розпочалося формування малопольського кавалерійського полку в місті Дембиця. Його організатором і першим командиром був ротмістр Юзеф Дунін-Борковський. Полк організований за прикладом легіонів 1917 року, тобто за німецьким зразком. 21 листопада 1918 1 ескадрон полку вирушив на польсько-український фронт. Цей день вважається датою формування полку. Інші ескадрони приєднувалися до полку поступово, в мірі формування. У грудні 1918 року до полку було приєднано піхотний підрозділ із львівських добровольців. 3-й ескадрон вирушив на фронт у лютому 1919 року, але був відправлений до Тешинської Сілезії. До свого полку приєднався лише в травні, в час польського наступу. Тоді ж приєднався і 4-й ескадрон, у якому був лише один кінний взвод. Через втрати цей ескадрон повернувся до Дембіци для поповнення. У грудні 1919 знову приєднався до полку. До червня 1919 року полк називався «полк кінних стрільців». Тоді він отримав назву 9-й полк уланів.

### Польсько-українська війна
Під час польсько-української війни полк пройшов бойовий шлях від Дембіци до Чорткова та Бучача. Під час боїв над Свіржем полк отримав свою назву і полкові кольори. Війна закінчилася в Підволочиську над Збручем. 

### Радянсько-польська війна
Під час радянсько-польської війни 15 травня 1920 р. полк дійшов до Таращі та Корсуня. 

### Вереснева війна (1939)
Під час вересневою кампанії полк був частиною Армії Познань, брав участь у битві на Бзурі. Після битви полку вдалося прорватися до Варшави. 

### Польські збройні сили на Заході

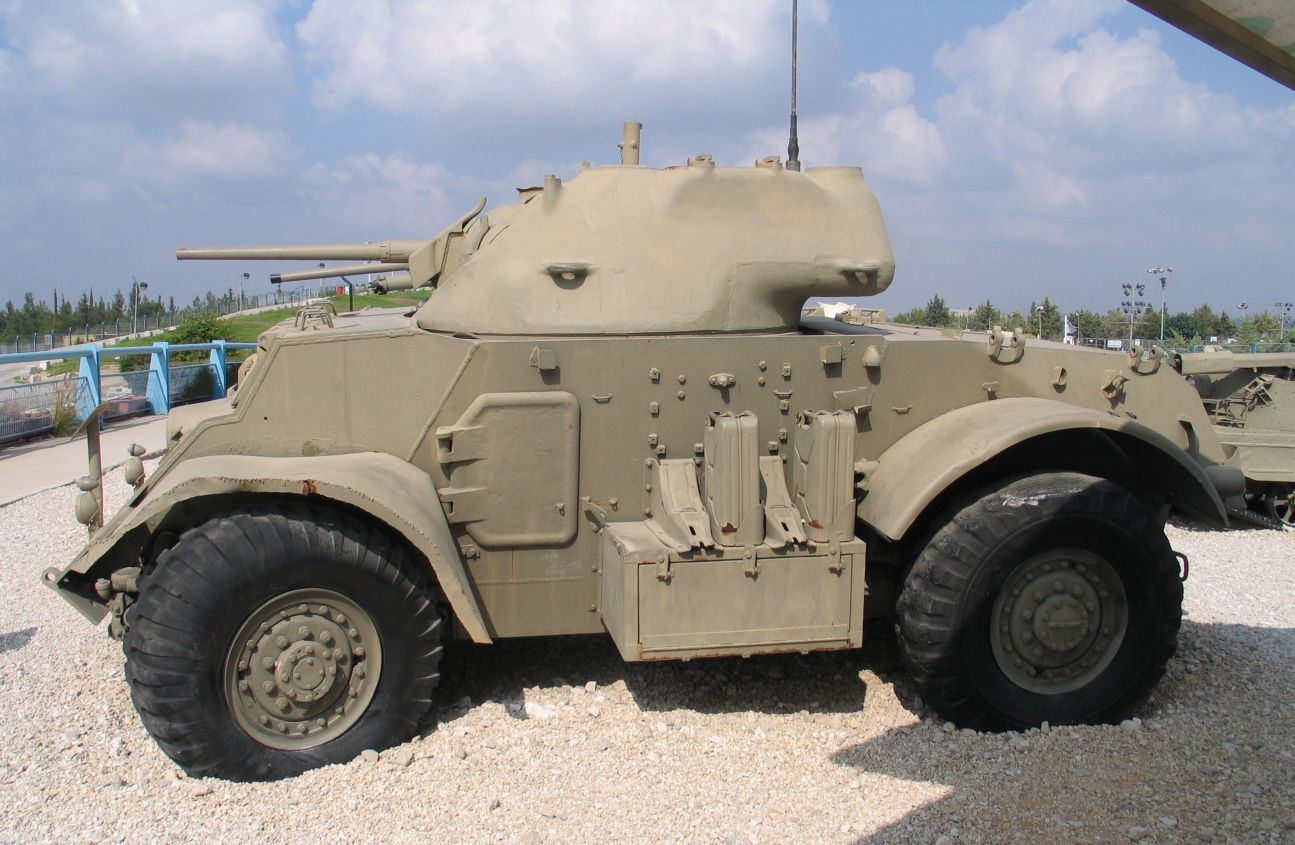
Бронетранспортер Staghound

Вже осінню 1939 року Хуго Корнбергер розпочав утворюватися єдиний підрозділ, до якого б входили всі евакуйовані польські кавалеристи. Запасному ескадрону 9-го полку уланів вдалося успішно евакуюватися до Франції. На його основі було сформоване розвідувальну частину 3-ї дивізії піхоти. Частина формувалося в Бретані, поблизу муніципалітету Луая. Після поразки Франції 1940 року її було евакуйоване до Великої Британії і розмістили у Шотландії. Незважаючи на реорганізацію розвідувальній частині вдалося зберегти свої полкові традиції. 8 січня 1944 року 2-й Розвідувальний полк Дивізії панцерних гренадерів був перейменований на 9-ий полк малопольських уланів. Також на основі частини полку був створений 5-й панцерний полк. 9-й полк отримав на озброєння бронетранспортери Humber Mk. III, Staghound, Universal Carrier і Loyd Carrier. 1947 року полк розформований. 

## Символіка

### Штандарт
Полковий штандарт був подарований дрогобицькою громадою в травні 1920 року. Отримали його делегати з полку, спеціально відправлені до Дрогобича з фронту. Проте полк отримав штандарт лише в листопаді 1920 р.
1939 року пройшов з полком весь бойовий шлях. Після поразки 29 вересня 1939 р. штандарт був схований у церкві св. Антонія у Варшаві, але вона згоріла під час Варшавського повстання 1944 року. Проте вціліла верхня металева частина у вигляді орла. Зараз знаходиться в Музеї Війська Польського.
1944 року відтворений у Шотландії і подарований полку громадою міста Глазго.

### Полкове свято
Полкове свято припадало на 31 серпня — річницю битви під Комаровом. Проходило дуже урочисто, за участі запрошених цивільних і військових гостей. Розпочиналося з польової меси. Після обов'язкового параду починався урочистий рапорт, з промовою командира полку, вручалися нагороди і відзнаки. Після цього був святковий обід для офіцерів і запрошених гостей. Свято закінчувалося офіцерським балом.

### Полкові кольори
- Амарантова смужка на головному уборі
- Амарантово-білий прапорець з біло-амарантовою житкою.

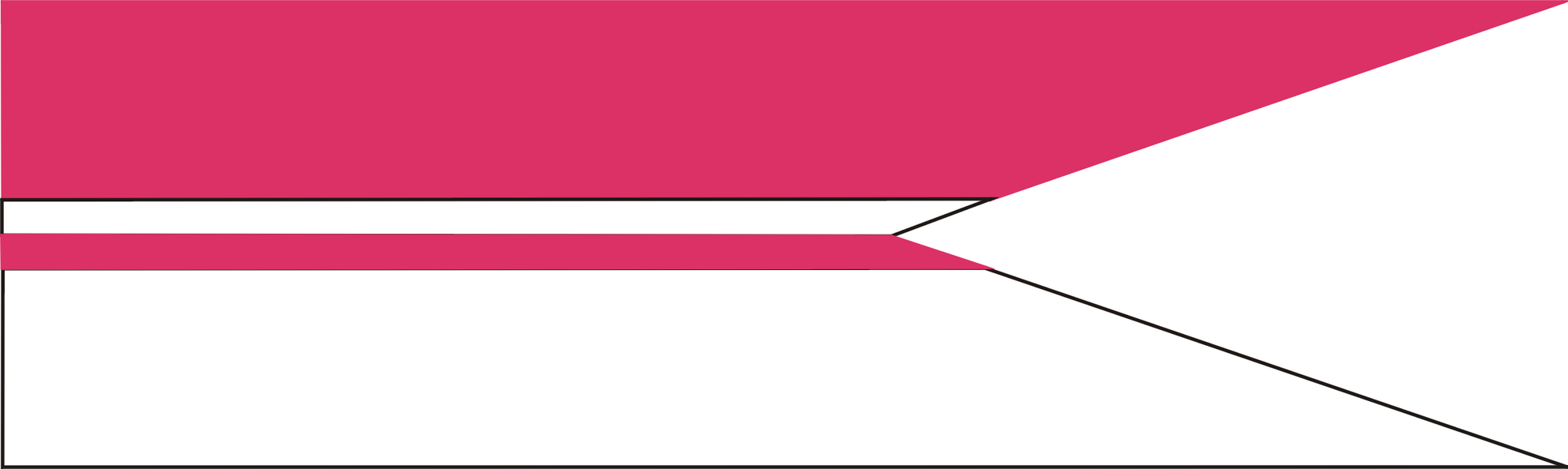
Прапорець із полковими кольорами

### Пам'ятні відзнаки
- Зразок № 1. Срібний хрест покритий білою і червоною емаллю, в центрі хреста — ініціали полку «9 U», а по боках вписано дату 23 XI 1918. Розміри 40×40 мм. Автор проекту — Тадеуш Коморовський. Виконання — Станіслав Ліпчинський, Варшава.
- Зразок № 2. Затверджений 14 грудня 1928 року. Виконаний у формі хреста Рупперта з заокругленими сторонами. Покритий білою емаллю і зі срібними ребрами. Центр хреста — круглий, з ініціалами полку «9 U». Офіцерський варіант медалі — зі срібла, емальована, на реверсі проба срібла. Розміри 37×37 мм. Виконання — Юзеф Квекзільбер, Варшава.

### Журавейки
Журавейки — дворядкові гумористичні куплети складені для окремих полків уланів Війська Польського. Зображають історію підрозділу з іронією, а часом і чорним гумором. Наприклад, наступна журавейка торкається теми переведення полку з Чорткова до Теребовлі.

Zmienił Czortków na Trembowlę, Teraz płacze jak niemowlę.( (пол.)) 

## Полкові традиції
9-й полк уланів культивував традиції 9-го Полку уланів Варшавського князівства, котрий брав участь у російській кампанії Наполеона 1812 року і входив у склад легкої дивізії генерала Александра Жірардена.

## Командири полку
- Ротм. Юзеф Дунін-Борковський (1918—1919)
- Майор Зигмнут Бартманський (пом. 19.05.1919 під Дрогобичем)
- Майор Юзеф Дунін-Борковський (1919—1920)
- Майор Стефан Яцек Дембінський (VII 1920 — X 1921)
- Полк. Станіслав Казімєж Помянковський (1921—1927)
- Підполк. SG Ян Януш Призінський (1927)
- Підполк. Тадеуш Коморовський (1927—1938)
- Підполк. дипломований Клеменс Станіслав Рудницький (1938—1939)
- Ротм. Хуго Корнбергер (1940)
- Майор Влодзімєж Лончинський (1940)
- Ротм. Хуго Корнбергер (1940)
- Підполк. дипл. Євгеніуш Свенціцький (1940—1941)
- Майор Казімєж Бутерлєвіч (1941—1942)
- Підполк. Еміль Слатинський (1942—1946)
- Підполк. Стефан Томашевський (1946—1947)

## Цікаво знати
- Відтворенням традицій полку займається польський клуб військових реконструкторів «Stowarzyszenie Szwadron Kawalerii Ochotniczej w barwach 9 Pułku Ułanów Małopolskich»[2].